# Дизни паркови
Дизни паркови (енгл. Disney Parks, Experiences and Products) је један од пет главних пословних сегмената компаније Волт Дизни и подружница. Основан је 1. априла 1971, шест месеци пре отварања Magic Kingdom у Walt Disney World Resort у Беј Лејку, недалеко од Орланда.
Првобитно је компанија била позната као Одсек за рекреацију на отвореном Волта Дизнија, а касније као Атракције Волта Дизнија. Последњи председник Дизни паркова је био Боб Чапек, бивши председник Disney Consumer Products. Чапек је унапређен у генералног директора компаније Волт Дизни 25. фебруара 2020. Џош Д'амаро је 18. маја 2020. именован за председника. Године 2018. су Дизни паркови угостили преко 157,3 милиона гостију, што их је учинило најпосећенијом компанијом за тематске паркове у свету, а Merlin Entertainments из Уједињеног Краљевства је на другом месту са 67 милиона гостију. Дизни паркови представљају највећи Дизнијев пословни сегмент према броју запослених, са приближно 130.000 од 180.000 запослених у компанији од 2015. Марта 2018. године Disney Consumer Products су спојени са парковима и одмаралиштима и преименовани у Дизни паркове. Септембра 2020. године Дизни паркови су отпустили 28.000 запослених због пандемије ковида 19.